# Retrato de Mae West que puede utilizarse como apartamento surrealista
Retrato de Mae West que puede utilizarse como apartamento surrealista es una obra del pintor español Salvador Dalí realizada entre 1934 y 1935. Está realizada en gouache sobre papel periódico, es de estilo surrealista y sus dimensiones son 31 x 17 cm. Se conserva en el Instituto de Arte de Chicago.

## Descripción
Esta obra fue realizada sobre una foto de la actriz Mae West publicada  en un periódico. Dalí crea a partir de esta foto un escenario realista de una estancia apartamental de la época usando los rasgos faciales de la actriz como muebles y motivos ornamentales.
El pelo es usado como una cortina que se encuentra en la puerta para entrar a la estancia.
Cada ojo de la actriz simula un cuadro enmarcado, la nariz toma la forma de una chimenea sobre la cual hay un reloj y, finalmente, la boca se convierte en un sofá.
El fondo de la cara es pintado de rojo para la pared y en su parte inferior se simula el piso del cuarto.
Sobre la barbilla, Dalí, pinta unas escaleras y decora el exterior del cuarto.
Poco después de crear este diseño, Dalí encargó fabricar, a petición del inglés Edward James, un sofá semejante a los labios del cuadro. Se ha convertido en un modelo de mueble conocido mundialmente.
A finales de los años 1970, Dalí, con ayuda del arquitecto español Óscar Tusquets, reprodujo el apartamento en tres dimensiones en el Teatro-Museo Dalí de Figueras.